# Robert Woodhouse
Robert Woodhouse   (Norwich, 28 d'abril de 1773 - Cambridge, 28 de desembre de 1827) va ser un matemàtic i astrònom anglès, introductor del mètodes analítics continentals a la universitat de Cambridge.

## Vida i Obra
Robert Woodhouse era fill d'un llencer i va fer els seus primers estudis a l'escola de North Walsham (Norfolk) i de Hackney. El 1790 va ser admès al Caius College de la universitat de Cambridge, on es va graduar com senior wrangler i first Smith's prize, els dos guardons més importants de la universitat pels estudiants de matemàtiques.
A partir de 1795 va ser fellow del Caius College i comença a revisar articles matemàtics per a la Monthly Review; això li va donar l'oportunitat de familiaritzar-se amb les matemàtiques continentals, molt diferents del càlcul de fluxions que imperava a Cambridge heretat de Newton. El 1802 va ser escollit fellow de la Royal Society. Al contrari que molts del seus col·legues, Woodhouse va fer tota la seva carrera a la universitat de Cambridge, i vinculat al Caius College, fins que es va casar el 1823.

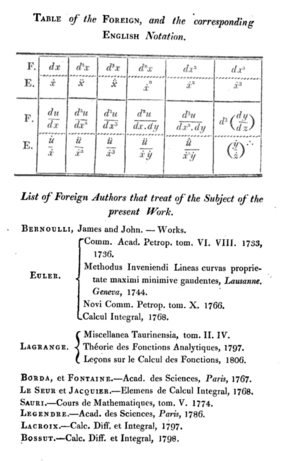
Taules de conversió de notacions (continental vs britànica) del seu tractat de isoperimetria (1810)

El 1803 va publicar els Principles on Analytical calculation en el que defensava el càlcul de Lagrange afirmant que porta de forma més clara a les conclusions. En els seus llibres posteriors, sobre trigonometria esfèrica (1809) i sobre problemes isoperimètrics (1810), va aprofundir en aquesta idea. El seu paper en la introducció en el càlcul del sistema de Leibniz, poc utilitzat a Anglaterra, va ser molt important.
El 1812 va publicar el Treatise on Astronomy, en el que, com en les obres anteriors, defensa la superioritat dels càlculs de Laplace sobre la tradició newtoniana. La recerca en astronomia continuarà en el seu llibre de 1818 Phisical Astronomy.
El 1820 va ser nomenat titular de la Càtedra Lucasiana, en la que només va romandre dos anys, ja que el 1822 passaria a ser catedràtic de filosofia natural i el 1824, a més, director de l'observatori astronòmic de la universitat, supervisant tota la col·locació de nous instruments astronòmics.